# Campionato europeo maschile di pallamano 2020
Il campionato europeo maschile di pallamano 2020 è stata la 14ª edizione del massimo torneo di pallamano per squadre nazionali maschili, organizzato dalla European Handball Federation (EHF). Il torneo si è disputato dal 9 al 26 gennaio 2020 in Austria, Norvegia e Svezia. Per la prima volta al torneo partecipano 24 squadre. Il campionato è stato vinto dalla Spagna per la seconda edizione consecutiva, avendo sconfitto in finale la Croazia.

## Assegnazione del torneo
L'Austria, la Norvegia e la Svezia hanno ottenuto l'organizzazione del torneo il 20 settembre 2014, durante il Congresso dell'European Handball Federation svolto a Dublino.

## Impianti
Il torneo si disputa in sei sedi: Stoccolma, Göteborg, Malmö, Vienna, Graz e Trondheim.
| Stoccolma                                      | Göteborg                        | Malmö                           |
| ---------------------------------------------- | ------------------------------- | ------------------------------- |
| Tele2 Arena Capacità: 35 000                   | Scandinavium Capacità: 12 000   | Malmö Arena Capacità: 13 000    |
|                                                |                                 |                                 |
| Stoccolma Malmö Göteborg Vienna Graz Trondheim |                                 |                                 |
| Vienna                                         | Graz                            | Trondheim                       |
| Wiener Stadthalle Capacità: 12 000             | Stadthalle Graz Capacità: 6 000 | Trondheim Arena Capacità: 8 000 |
|                                                |                                 |                                 |

## Qualificazioni
Le qualificazioni al campionato europeo si sono sviluppate su due fasi. Alla prima fase hanno partecipato 9 squadre nazionali, che hanno disputato due gironi all'italiana con partite di sola andata, al termine del quale le squadre prime classificate hanno conquistato l'accesso alla seconda fase. Alla seconda fase partecipano 32 squadre nazionali, ovvero 26 nazionali ammesse direttamente più le tre vincitrici della prima fase più le tre migliori squadre tra le nazionali emergenti, suddivise in otto gironi da quattro squadre ciascuno. In ciascun raggruppamento si disputa un girone all'italiana con partite di andata e ritorno e le prime due classificate di ciascun girone sono ammesse alla fase finale del campionato europeo.

## Squadre partecipanti
| Nazione              | Qualificata come              | Data di qualificazione | Precedenti partecipazioni1,2                                                      |
| -------------------- | ----------------------------- | ---------------------- | --------------------------------------------------------------------------------- |
| Austria              | Nazione organizzatrice        | 20 settembre 2014      | 3 (2010, 2014, 2018)                                                              |
| Norvegia             | Nazione organizzatrice        | 20 settembre 2014      | 8 (2000, 2006, 2008, 2010, 2012, 2014, 2016, 2018)                                |
| Svezia               | Nazione organizzatrice        | 20 settembre 2014      | 12 (1994, 1996, 1998, 2000, 2002, 2004, 2008, 2010, 2012, 2014, 2016, 2018)       |
| Spagna               | Campione in carica            | 26 gennaio 2018        | 13 (1994, 1996, 1998, 2000, 2002, 2004, 2006, 2008, 2010, 2012, 2014, 2016, 2018) |
| Germania             | Vincitrice del girone 1       | 14 aprile 2019         | 12 (1994, 1996, 1998, 2000, 2002, 2004, 2006, 2008, 2010, 2012, 2016, 2018)       |
| Slovenia             | Vincitrice del girone 4       | 14 aprile 2019         | 12 (1994, 1996, 2000, 2002, 2004, 2006, 2008, 2010, 2012, 2014, 2016, 2018)       |
| Croazia              | Vincitrice del girone 2       | 14 aprile 2019         | 13 (1994, 1996, 1998, 2000, 2002, 2004, 2006, 2008, 2010, 2012, 2014, 2016, 2018) |
| Macedonia del Nord   | Vincitrice del girone 3       | 12 giugno 2019         | 5 (1998, 2012, 2014, 2016, 2018)                                                  |
| Danimarca            | Vincitrice del girone 8       | 12 giugno 2019         | 13 (1994, 1996, 1998, 2000, 2002, 2004, 2006, 2008, 2010, 2012, 2014, 2016, 2018) |
| Ungheria             | Vincitrice del girone 7       | 12 giugno 2019         | 11 (1994, 1996, 1998, 2004, 2006, 2008, 2010, 2012, 2014, 2016, 2018)             |
| Lettonia             | Seconda classificata girone 4 | 12 giugno 2019         | Debutto                                                                           |
| Portogallo           | Seconda classificata girone 6 | 12 giugno 2019         | 5 (1994, 2000, 2002, 2004, 2006)                                                  |
| Francia              | Vincitrice del girone 6       | 12 giugno 2019         | 13 (1994, 1996, 1998, 2000, 2002, 2004, 2006, 2008, 2010, 2012, 2014, 2016)       |
| Russia               | Seconda classificata girone 7 | 13 giugno 2019         | 12 (1994, 1996, 1998, 2000, 2002, 2004, 2006, 2008, 2010, 2012, 2014, 2016, 2018) |
| Rep. Ceca            | Vincitrice del girone 5       | 13 giugno 2019         | 9 (1996, 1998, 2002, 2004, 2008, 2010, 2012, 2014, 2016, 2018)                    |
| Bielorussia          | Seconda classificata girone 5 | 13 giugno 2019         | 5 (1994, 2008, 2014, 2016, 2018)                                                  |
| Polonia              | Seconda classificata girone 1 | 13 giugno 2019         | 4 (1994, 2008, 2014, 2016)                                                        |
| Svizzera             | Seconda classificata girone 2 | 16 giugno 2019         | 3 (2002, 2004, 2006)                                                              |
| Islanda              | Seconda classificata girone 3 | 16 giugno 2019         | 10 (2000, 2002, 2004, 2006, 2008, 2010, 2012, 2014, 2016, 2018)                   |
| Montenegro           | Seconda classificata girone 8 | 16 giugno 2019         | 4 (2008, 2014, 2016, 2018)                                                        |
| Bosnia ed Erzegovina | Terza classificata girone 5   | 16 giugno 2019         | Debutto                                                                           |
| Serbia               | Terza classificata girone 2   | 16 giugno 2019         | 5 (2010, 2012, 2014, 2016, 2018)                                                  |
| Paesi Bassi          | Terza classificata girone 4   | 16 giugno 2019         | Debutto                                                                           |
| Ucraina              | Terza classificata girone 8   | 16 giugno 2019         | 5 (2000, 2002, 2004, 2006, 2010                                                   |

1 Il grassetto indica la vittoria del torneo
2 Il corsivo indica se è stata la nazione ospitante del torneo

## Arbitri
Il 21 agosto 2019 sono state annunciate le coppie arbitrali. Il 27 dicembre 2019, la federazione europea ha sostituito la coppia serba composta da Nenad Nikolić e Dušan Stojković con la coppia lettone formata da Zigmārs Sondors e Renārs Līcis, a causa di un infortunio occorso a Nikolić a ottobre.
| Turno preliminare | Turno preliminare                       | Turno preliminare |
| Nazione           | Arbitri                                 |                   |
| ----------------- | --------------------------------------- | ----------------- |
| Austria           | Radojko Brkić Andrej Jusufhodžić        |                   |
| Croazia           | Dalibor Jurinović Marko Mrvica          |                   |
| Danimarca         | Jesper Madsen Henrik Mortensen          |                   |
| Francia           | Charlotte Bonaventura Julie Bonaventura |                   |
| Germania          | Robert Schulze Tobias Tönnies           |                   |
| Islanda           | Jónas Elíasson Anton Palsson            |                   |
| Lettonia          | Zigmārs Sondors Renārs Līcis            |                   |
| Norvegia          | Lars Jørum Håvard Kleven                |                   |
| Slovacchia        | Michal Baďura Jaroslav Ondogrecula      |                   |
| Slovenia          | Bojan Lah David Sok                     |                   |
| Spagna            | Andreu Marín Ignacio García             |                   |

| Turno preliminare e turno principale | Turno preliminare e turno principale | Turno preliminare e turno principale |
| Nazione                              | Arbitri                              |                                      |
| ------------------------------------ | ------------------------------------ | ------------------------------------ |
| Rep. Ceca                            | Václav Horáček Jiří Novotný          |                                      |
| Lituania                             | Vaidas Mažeika Mindaugas Gatelis     |                                      |
| Montenegro                           | Ivan Pavićević Miloš Ražnatović      |                                      |
| Macedonia del Nord                   | Gjorgi Nachevski Slave Nikolov       |                                      |
| Portogallo                           | Duarte Santos Ricardo Fonseca        |                                      |
| Svezia                               | Mirza Kurtagic Mattias Wetterwik     |                                      |
| Svizzera                             | Arthur Brunner Morad Salah           |                                      |

| Turno principale | Turno principale               | Turno principale |
| Nazione          | Arbitri                        |                  |
| ---------------- | ------------------------------ | ---------------- |
| Croazia          | Matija Gubica Boris Milošević  |                  |
| Danimarca        | Martin Gjeding Mads Hansen     |                  |
| Francia          | Stevann Pichon Laurent Reveret |                  |
| Germania         | Lars Geipel Marcus Helbig      |                  |
| Spagna           | Óscar Raluy Ángel Sabroso      |                  |

## Sorteggio
Il sorteggio dei gironi si è svolto il 17 giugno 2019 all'Erste Bank Campus di Vienna.
| Urna 1                                                        | Urna 2                                                                         | Urna 3                                                              | Urna 4                                                                     |
| ------------------------------------------------------------- | ------------------------------------------------------------------------------ | ------------------------------------------------------------------- | -------------------------------------------------------------------------- |
| - Spagna - Svezia - Francia - Danimarca - Croazia - Rep. Ceca | - Norvegia - Slovenia - Germania - Macedonia del Nord - Ungheria - Bielorussia | - Austria - Islanda - Montenegro - Portogallo - Svizzera - Lettonia | - Polonia - Russia - Serbia - Ucraina - Bosnia ed Erzegovina - Paesi Bassi |

## Prima fase

### Girone A

#### Classifica
| Pos. | Squadra     | Pt | G | V | N | P | GF | GS | DR  |
| ---- | ----------- | -- | - | - | - | - | -- | -- | --- |
| 1.   | Croazia     | 6  | 3 | 3 | 0 | 0 | 82 | 65 | +17 |
| 2.   | Bielorussia | 4  | 3 | 2 | 0 | 1 | 94 | 88 | +6  |
| 3.   | Montenegro  | 2  | 3 | 1 | 0 | 2 | 70 | 84 | -14 |
| 4.   | Serbia      | 0  | 3 | 0 | 0 | 3 | 72 | 81 | -9  |

#### Risultati
| Arbitri: | Duarte Santos Ricardo Fonseca |

|           |           |               |
| Karalëk 9 | Marcatori | Radivojević 6 |

| Arbitri: | Arthur Brunner Morad Salah |

|           |           |           |
| Cindrić 6 | Marcatori | Grbović 6 |

| Arbitri: | Charlotte Bonaventura Julie Bonaventura |

|           |           |            |
| Karačić 6 | Marcatori | Vajlupaŭ 8 |

| Arbitri: | Jesper Madsen Henrik Mortensen |

|           |           |         |
| Grbović 5 | Marcatori | Kukić 6 |

| Arbitri: | Lars Jørum Håvard Kleven |

|            |           |            |
| Lipovina 5 | Marcatori | Vajlupaŭ 7 |

| Arbitri: | Mirza Kurtagic Mattias Wetterwik |

|                      |           |                      |
| Kukić, Radivojević 4 | Marcatori | Duvnjak, Stepančić 5 |

### Girone B

#### Classifica
| Pos. | Squadra            | Pt | G | V | N | P | GF | GS | DR  |
| ---- | ------------------ | -- | - | - | - | - | -- | -- | --- |
| 1.   | Austria            | 6  | 3 | 3 | 0 | 0 | 98 | 87 | +11 |
| 2.   | Rep. Ceca          | 4  | 3 | 2 | 0 | 1 | 79 | 76 | +3  |
| 3.   | Macedonia del Nord | 2  | 3 | 1 | 0 | 2 | 79 | 84 | -5  |
| 4.   | Ucraina            | 0  | 3 | 0 | 0 | 3 | 74 | 83 | -9  |

#### Risultati
| Arbitri: | Jonas Elíasson Anton Pálsson |

|          |           |          |
| Hrstka 6 | Marcatori | Bilyk 12 |

| Arbitri: | Lars Jørum Håvard Kleven |

|           |           |              |
| Lazarov 8 | Marcatori | Ostroushko 5 |

| Arbitri: | Mirza Kurtagic Mattias Wetterwik |

|            |           |            |
| Kašpárek 7 | Marcatori | Lazarov 11 |

| Arbitri: | Charlotte Bonaventura Julie Bonaventura |

|          |           |             |
| Bilyk 10 | Marcatori | Kozakevyč 7 |

| Arbitri: | Bojan Lah David Sok |

|         |           |           |
| Weber 7 | Marcatori | Stoilov 5 |

| Arbitri: | Duarte Santos Ricardo Fonseca |

|             |           |         |
| Kozakevyč 4 | Marcatori | Babák 6 |

### Girone C

#### Classifica
| Pos. | Squadra     | Pt | G | V | N | P | GF  | GS | DR  |
| ---- | ----------- | -- | - | - | - | - | --- | -- | --- |
| 1.   | Spagna      | 6  | 3 | 3 | 0 | 0 | 102 | 73 | +29 |
| 2.   | Germania    | 4  | 3 | 2 | 0 | 1 | 88  | 83 | +5  |
| 3.   | Paesi Bassi | 2  | 3 | 1 | 0 | 2 | 80  | 94 | -14 |
| 4.   | Lettonia    | 0  | 3 | 0 | 0 | 3 | 73  | 93 | -20 |

#### Risultati
| Arbitri: | Bojan Lah David Sok |

|                      |           |         |
| Häfner, Kohlbacher 5 | Marcatori | Smits 7 |

| Arbitri: | Jesper Madsen Henrik Mortensen |

|             |           |              |
| Fernández 5 | Marcatori | Krištopāns 7 |

| Arbitri: | Michal Baďura Jaroslav Ondogrecula |

|              |           |         |
| Krištopāns 7 | Marcatori | Smits 7 |

| Arbitri: | Arthur Brunner Morad Salah |

|                 |           |           |
| A. Dujshebaev 7 | Marcatori | Pekeler 5 |

| Arbitri: | Jónas Elíasson Anton Palsson |

|              |           |        |
| Krištopāns 7 | Marcatori | Kühn 8 |

| Arbitri: | Vaidas Mažeika Mindaugas Gatelis |

|         |           |           |
| Smits 8 | Marcatori | Maqueda 6 |

### Girone D

#### Classifica
| Pos. | Squadra              | Pt | G | V | N | P | GF | GS | DR  |
| ---- | -------------------- | -- | - | - | - | - | -- | -- | --- |
| 1.   | Norvegia             | 6  | 3 | 3 | 0 | 0 | 94 | 80 | +14 |
| 2.   | Portogallo           | 4  | 3 | 2 | 0 | 1 | 83 | 83 | 0   |
| 3.   | Francia              | 2  | 3 | 1 | 0 | 2 | 82 | 79 | +3  |
| 4.   | Bosnia ed Erzegovina | 0  | 3 | 0 | 0 | 3 | 73 | 90 | -17 |

#### Risultati
| Arbitri: | Zigmārs Sondors Renārs Līcis |

|       |           |              |
| Mem 5 | Marcatori | Branquinho 5 |

| Arbitri: | Robert Schulze Tobias Tönnies |

|            |           |        |
| Sagosen 12 | Marcatori | Prce 7 |

| Arbitri: | Vaidas Mažeika Mindaugas Gatelis |

|            |           |        |
| Portela 10 | Marcatori | Prce 5 |

| Arbitri: | Václav Horáček Jiri Novotny |

|            |           |            |
| Fabregas 8 | Marcatori | Sagosen 10 |

| Arbitri: | Dalibor Jurinović Marko Mrvica |

|         |           |         |
| Panić 9 | Marcatori | Porte 7 |

| Arbitri: | Michal Baďura Jaroslav Ondogrecula |

|         |           |          |
| Areia 5 | Marcatori | Jøndal 7 |

### Girone E

#### Classifica
| Pos. | Squadra   | Pt | G | V | N | P | GF | GS | DR  |
| ---- | --------- | -- | - | - | - | - | -- | -- | --- |
| 1.   | Ungheria  | 5  | 3 | 2 | 1 | 0 | 74 | 67 | +5  |
| 2.   | Islanda   | 4  | 3 | 2 | 0 | 1 | 83 | 77 | +6  |
| 3.   | Danimarca | 3  | 3 | 1 | 1 | 1 | 85 | 83 | +2  |
| 4.   | Russia    | 0  | 3 | 0 | 0 | 3 | 76 | 91 | -15 |

#### Risultati
| Arbitri: | Dalibor Jurinović Marko Mrvica |

|          |           |            |
| Balogh 7 | Marcatori | Santalov 5 |

| Arbitri: | Ivan Pavićević Miloš Ražnatović |

|             |           |               |
| M. Hansen 9 | Marcatori | Pálmarsson 10 |

| Arbitri: | Gjorgi Nachevski Slave Nikolov |

|                                  |           |           |
| Elísson, Guðjónsson, Petersson 6 | Marcatori | Kalaraš 6 |

| Arbitri: | Zigmārs Sondors Renārs Līcis |

|            |           |          |
| Bramming 6 | Marcatori | Balogh 7 |

| Arbitri: | Andreu Marín Ignacio García |

|                          |           |           |
| Pálmarsson, Sigurðsson 4 | Marcatori | Bánhidi 8 |

| Arbitri: | Radojko Brkić Andrej Jusufhodžić |

|          |           |             |
| Soroka 7 | Marcatori | M. Hansen 7 |

### Girone F

#### Classifica
| Pos. | Squadra  | Pt | G | V | N | P | GF | GS | DR  |
| ---- | -------- | -- | - | - | - | - | -- | -- | --- |
| 1.   | Slovenia | 6  | 3 | 3 | 0 | 0 | 76 | 67 | +9  |
| 2.   | Svezia   | 4  | 3 | 2 | 0 | 1 | 81 | 68 | +13 |
| 3.   | Svizzera | 2  | 3 | 1 | 0 | 2 | 77 | 87 | -10 |
| 4.   | Polonia  | 0  | 3 | 0 | 0 | 3 | 73 | 85 | -12 |

#### Risultati
| Arbitri: | Václav Horáček Jiří Novotný |

|                          |           |          |
| Blagotinšek, Mačkovšek 5 | Marcatori | Moryto 8 |

| Arbitri: | Andreu Marín Igniacio García |

|                                          |           |          |
| Ekdahl du Rietz, A. Nilsson, Tollbring 6 | Marcatori | Schmid 4 |

| Arbitri: | Radojko Brkic Andrej Jusufhodzic |

|           |           |         |
| Schmid 15 | Marcatori | Sićko 5 |

| Arbitri: | Robert Schulze Tobias Tönnies |

|                |           |           |
| Gottfridsson 8 | Marcatori | Dolenec 7 |

| Arbitri: | Ivan Pavićević Miloš Ražnatović |

|          |           |           |
| Schmid 8 | Marcatori | Zarabec 6 |

| Arbitri: | Gjorgi Nachevski Slave Nikolov |

|         |           |               |
| Sićko 8 | Marcatori | 4 giocatori 5 |

## Seconda fase

### Gruppo I

#### Classifica
| Pos. | Squadra     | Pt | G | V | N | P | GF  | GS  | DR  |
| ---- | ----------- | -- | - | - | - | - | --- | --- | --- |
| 1.   | Spagna      | 9  | 5 | 4 | 1 | 0 | 153 | 127 | +26 |
| 2.   | Croazia     | 9  | 5 | 4 | 1 | 0 | 127 | 113 | +14 |
| 3.   | Germania    | 6  | 5 | 3 | 0 | 2 | 141 | 125 | +16 |
| 4.   | Austria     | 3  | 5 | 1 | 1 | 3 | 139 | 156 | -17 |
| 5.   | Bielorussia | 3  | 5 | 1 | 1 | 3 | 138 | 160 | -22 |
| 6.   | Rep. Ceca   | 0  | 5 | 0 | 0 | 5 | 122 | 139 | -17 |

#### Risultati
| Arbitri: | Arthur Brunner Morad Salah |

|                 |           |            |
| A. Dujshebaev 5 | Marcatori | Zdráhala 8 |

| Arbitri: | Mirza Kurtagic Mattias Wetterwik |

|          |           |         |
| Horvat 6 | Marcatori | Weber 6 |

| Arbitri: | Stevann Pichon Laurent Reveret |

|         |           |             |
| Kuleš 6 | Marcatori | Kastening 6 |

| Arbitri: | Vaidas Mažeika Mindaugas Gatelis |

|            |           |            |
| Vajlupaŭ 6 | Marcatori | Zdráhala 7 |

| Arbitri: | Martin Gjeding Mads Hansen |

|           |           |           |
| Maqueda 6 | Marcatori | Božović 5 |

| Arbitri: | Duarte Santos Ricardo Fonseca |

|           |           |               |
| Karačić 7 | Marcatori | 4 giocatori 4 |

| Arbitri: | Mirza Kurtagic Mattias Wetterwik |

|         |           |            |
| Mamić 5 | Marcatori | Zdráhala 7 |

| Arbitri: | Duarte Santos Ricardo Fonseca |

|            |           |                   |
| Vajlupaŭ 8 | Marcatori | Fernández, Solé 7 |

| Arbitri: | Gjorgi Nachevski Slave Nikolov |

|         |           |             |
| Bilyk 5 | Marcatori | Kastening 6 |

| Arbitri: | Vaidas Mažeika Mindaugas Gatelis |

|           |           |                 |
| Karačić 8 | Marcatori | A. Dujshebaev 6 |

| Arbitri: | Arthur Brunner Morad Salah |

|             |           |         |
| Vajlupaŭ 12 | Marcatori | Bilyk 7 |

| Arbitri: | Ivan Pavićević Miloš Ražnatović |

|         |           |         |
| Babák 5 | Marcatori | Weber 5 |

### Gruppo II

#### Classifica
| Pos. | Squadra    | Pt | G | V | N | P | GF  | GS  | DR  |
| ---- | ---------- | -- | - | - | - | - | --- | --- | --- |
| 1.   | Norvegia   | 10 | 5 | 5 | 0 | 0 | 157 | 135 | +22 |
| 2.   | Slovenia   | 6  | 5 | 3 | 0 | 2 | 138 | 132 | +6  |
| 3.   | Portogallo | 4  | 5 | 2 | 0 | 3 | 146 | 142 | +4  |
| 4.   | Svezia     | 4  | 5 | 2 | 0 | 3 | 120 | 122 | -2  |
| 5.   | Ungheria   | 4  | 5 | 2 | 0 | 3 | 126 | 140 | -14 |
| 6.   | Islanda    | 2  | 5 | 1 | 0 | 4 | 126 | 142 | -16 |

#### Risultati
| Arbitri: | Gjorgi Nachevski Slave Nikolov |

|          |           |           |
| Bombač 9 | Marcatori | Elísson 6 |

| Arbitri: | Ivan Pavićević Miloš Ražnatović |

|           |           |                   |
| Sagosen 7 | Marcatori | Ligetvári, Nagy 5 |

| Arbitri: | Matija Gubica Boris Milošević |

|                            |           |                          |
| Ferraz, Magalhães, Silva 6 | Marcatori | A. Nilsson, Pettersson 4 |

| Arbitri: | Václav Horáček Jiří Novotný |

|                  |           |            |
| Areia, Martins 4 | Marcatori | Smárason 8 |

| Arbitri: | Óscar Raluy Ángel Sabroso |

|           |           |           |
| Dolenec 8 | Marcatori | Bánhidi 9 |

| Arbitri: | Lars Geipel Marcus Helbig |

|           |           |          |
| Sagosen 8 | Marcatori | Pellas 5 |

| Arbitri: | Martin Gjeding Mads Hansen |

|            |           |        |
| A. Gomes 6 | Marcatori | Janc 7 |

| Arbitri: | Óscar Raluy Ángel Sabroso |

|           |           |               |
| Sagosen 9 | Marcatori | Guðmundsson 6 |

| Arbitri: | Václav Horáček Jiří Novotný |

|         |           |                        |
| Szita 4 | Marcatori | Gottfridsson, Pellas 5 |

| Arbitri: | Lars Geipel Marcus Helpig |

|           |           |                   |
| Moreira 7 | Marcatori | Balogh, Bánhidi 5 |

| Arbitri: | Stevann Pichon Laurent Reveret |

|             |           |                 |
| Gulliksen 7 | Marcatori | Cehte, Kodrin 5 |

| Arbitri: | Matija Gubica Boris Milošević |

|                         |           |              |
| Elísson, Kristjánsson 5 | Marcatori | A. Nilsson 7 |

## Fase finale

### Tabellone
|  | Semifinali | Semifinali | Semifinali |         |        | Finale          | Finale          | Finale          |  |
|  |            |            |            |         |        |                 |                 |                 |  |
|  | Spagna     | Spagna     | 34         |         |        |                 |                 |                 |  |
|  | Spagna     | Spagna     | 34         |         |        |                 |                 |                 |  |
|  | Slovenia   | Slovenia   | 32         |         |        |                 |                 |                 |  |
|  | Slovenia   | Slovenia   | 32         |         | Spagna | Spagna          | 22              |                 |  |
|  |            |            |            |         | Spagna | Spagna          | 22              |                 |  |
|  |            |            | Croazia    | Croazia | 20     |                 |                 |                 |  |
|  | Norvegia   | Norvegia   | Croazia    | Croazia | 20     | 28              |                 |                 |  |
|  | Norvegia   | Norvegia   |            |         |        | 28              |                 |                 |  |
|  | Croazia    | Croazia    | 29         |         |        | Finale 3º posto | Finale 3º posto | Finale 3º posto |  |
|  | Croazia    | Croazia    | 29         |         |        |                 |                 |                 |  |
|  |            |            |            |         |        |                 |                 |                 |  |
|  |            |            |            |         |        | Slovenia        | Slovenia        | 20              |  |
|  |            |            |            |         |        | Slovenia        | Slovenia        | 20              |  |
|  |            |            |            |         |        | Norvegia        | Norvegia        | 28              |  |

### Semifinali
| Arbitri: | Óscar Raluy Ángel Sabroso |

|            |           |           |
| Sagosen 10 | Marcatori | Duvnjak 8 |

| Arbitri: | Václav Horáček Jiří Novotný |

|                                        |           |           |
| A. Dujshebaev, Entrerríos, Fernández 6 | Marcatori | Dolenec 7 |

### Finale 5º posto
| Arbitri: | Mirza Kurtagic Mattias Wetterwik |

|        |           |                  |
| Kühn 6 | Marcatori | Borges, Ferraz 4 |

### Finale 3º posto
| Arbitri: | Lars Geipel Marcus Helpig |

|          |           |          |
| Bombač 5 | Marcatori | Jøndal 7 |

### Finale
| Arbitri: | Slave Nikolov Gjorgji Nachevski |

|         |           |           |
| Gómez 5 | Marcatori | Duvnjak 5 |

## Classifica finale
| Pos.    | Nazione              |
| ------- | -------------------- |
| Oro     | Spagna               |
| Argento | Croazia              |
| Bronzo  | Norvegia             |
| 4       | Slovenia             |
| 5       | Germania             |
| 6       | Portogallo           |
| 7       | Svezia1              |
| 8       | Austria              |
| 9       | Ungheria             |
| 10      | Bielorussia          |
| 11      | Islanda              |
| 12      | Rep. Ceca            |
| 13      | Danimarca2           |
| 14      | Francia1             |
| 15      | Macedonia del Nord   |
| 16      | Svizzera             |
| 17      | Paesi Bassi          |
| 18      | Montenegro           |
| 19      | Ucraina              |
| 20      | Serbia               |
| 21      | Polonia              |
| 22      | Russia               |
| 23      | Bosnia ed Erzegovina |
| 24      | Lettonia             |

|  | Qualificata ai campionati mondiali 2021 e ai Giochi della XXXII Olimpiade |
|  | Qualificata al campionati mondiali 2021                                   |

1Qualificato per il torneo di qualificazione olimpico come una delle prime sei classificate ai campionati mondiali 2019
2Qualificato per il Campionato mondiale maschile di pallamano 2021 e per i Giochi della XXXII Olimpiade come vincitore del campionato mondiale maschile di pallamano 2019

## Statistiche

### All-Star Team
L'all-star team è stato annunciato il 26 gennaio 2020.
| Ruolo            | Giocatore               |
| ---------------- | ----------------------- |
| Portiere         | Gonzalo Pérez de Vargas |
| Ala destra       | Blaž Janc               |
| Terzino destro   | Jorge Maqueda           |
| Centrale         | Igor Karačić            |
| Terzino sinistro | Sander Sagosen          |
| Ala sinistra     | Magnus Jøndal           |
| Pivot            | Bence Bánhidi           |

### Premi
| Premio            | Giocatore                |
| ----------------- | ------------------------ |
| MVP               | Domagoj Duvnjak          |
| Miglior difensore | Hendrik Pekeler          |
| Capocannoniere    | Sander Sagosen (65 goal) |

### Classifica marcatori
| Pos. | Giocatore       | Goal | Tiri | %  |
| ---- | --------------- | ---- | ---- | -- |
| 1    | Sander Sagosen  | 65   | 104  | 63 |
| 2    | Mikita Vailupau | 47   | 63   | 75 |
| 3    | Nikola Bilyk    | 46   | 64   | 72 |
| 4    | Jure Dolenec    | 42   | 66   | 64 |
| 5    | Artsem Karalek  | 37   | 50   | 74 |
| 5    | Ondřej Zdráhala | 37   | 59   | 63 |
| 7    | Alex Dujshebaev | 36   | 58   | 62 |
| 7    | Domagoj Duvnjak | 36   | 54   | 67 |
| 7    | Magnus Jøndal   | 36   | 50   | 72 |
| 10   | Igor Karačić    | 35   | 61   | 57 |
| 10   | Robert Weber    | 35   | 48   | 73 |

Fonte: Sportresult